# Елзенцгау
Елзенцгау (на немски: Elsenzgau) е средновековно гауграфство на река Елзенц в днешния северен Баден-Вюртемберг, Германия. Намира се източно от Хайделберг. Значителен град в графството е Зинсхайм.

## Графове в Елзенцгау
- Ото I фон Вормс († 1004), 956 g. граф в Елзензгау, Шпайергау, Вормсгау, Пфинцгау, Уфгау, Крайхгау, Енцгау, Наегау, 978 – 983 и 995 – 1002 г. херцог на Каринтия (Салии)

От ок. 1020 г. Елзенцгау е даден на фамилията Цайзолф-Волфрам:
- Волфрам, ок. 1024
- Цайзолф, негов син, ок. 1065
- Цайзолф IV († 1072), гауграф на Елзенцгау